# Radio Heimat
Pour plus de détails, voir Fiche technique et Distribution.
Radio Heimat (nom complet : Frank Goosens Radio Heimat. Damals war auch scheiße!) est un film allemand réalisé par Matthias Kutschmann sorti en 2016.
Il s'agit de l'adaptation du recueil des nouvelles de Frank Goosen.

## Synopsis
Quatre adolescents amis, Frank, Spüli, Mücke et Pommes, tentent d'entrer en contact avec des femmes. Dans la région de la Ruhr des années 1980, ce n'est pas si facile. Les conseils des parents et des enseignants n'aident guère les quatre amis dans cette situation. Frank aimerait être avec la jolie Carola et il y a aussi des rencontres impressionnantes avec d'éventuelles partenaires pour les trois autres. Maintenant, les quatre jeunes doivent trouver quelque chose, mais les intermèdes de danse et les situations pour créer une impression en faisant de la musique ne conduisent pas au succès souhaité.

## Fiche technique
- Titre : Radio Heimat
- Réalisation : Matthias Kutschmann assisté de Henrike Wöbking et de Leonie Neef
- Scénario : Matthias Kutschmann
- Musique : Riad Abdel-Nabi
- Direction artistique : Uwe Szielasko
- Costumes : Annegret Stössel
- Photographie : Gerhard Schirlo (de)
- Son : Heiko Müller
- Montage : Georg Söring (de), Ueli Christen
- Production : Christian Becker, Martin Richter, Markus Zimmer
- Sociétés de production : ATrack Film, Westside Filmproduktion
- Société de distribution : Concorde Filmverleih
- Pays d'origine :  Allemagne
- Langue : allemand
- Format : Couleur - DCP CinemaScope - Dolby Digital
- Genre : Comédie
- Durée : 85 minutes
- Dates de sortie :
  - Allemagne : 17 novembre 2016.

## Distribution
- David Hugo Schmitz (de) : Frank
- Maximilian Mundt : Mücke
- Jan Bülow : Pommes
- Hauke Petersen (de) : Spüli
- Milena Tscharntke : Carola
- Marie Bloching (de) : Nicole
- Martina Eitner-Acheampong (de) : Tante Matta
- Birte Glang (de) : Yvonne Steiger
- Elke Heidenreich : Tante Henni
- Heinz Hoenig : Siggi
- Rouven Israel (de) : Matze Danner
- Gerburg Jahnke (de) : Oberhausenerin
- Stephan Kampwirth (de) : Le père de Frank
- Sandra Borgmann (de) : La mère de Frank
- Anja Kruse : La grand-mère de Frank
- Hans-Peter Krüger : Le père de Matze
- Peter Lohmeyer : Le père de Pommes
- Uwe Lyko (de) : Laberfürst
- Matilda Merkel (de) : Martina Blaschke
- Petra Nadolny (de) : Mme Boelcke
- Ingo Naujoks (de) : Le grand-père de Frank
- Jochen Nickel (de) : L'oncle de Frank
- Peter Nottmeier (de) : Hecker, le professeur principal
- Hans Werner Olm : Essener
- Maxwell Richter (de) : Rüpel
- Ralf Richter : Oncle Josef
- Martin Semmelrogge : Kumpel
- Willi Thomczyk (de) : Bottroper
- Daniela Wüstner : Petra Wegmann
- Anthony Arndt (de) : Le chef de chœur

## Source de la traduction
- (de) Cet article est partiellement ou en totalité issu de l’article de Wikipédia en allemand intitulé « Radio Heimat (Film) » (voir la liste des auteurs).